# Euaresta toba
Euaresta toba är en tvåvingeart som först beskrevs av Lindner 1928.  Euaresta toba ingår i släktet Euaresta och familjen borrflugor. Inga underarter finns listade i Catalogue of Life.